# 1170年代
1170年代（せんひゃくななじゅうねんだい）は、西暦（ユリウス暦）1170年から1179年までの10年間を指す十年紀。

## できごと

### 1170年
- 平資盛、藤原基房(松殿基房)と対立殿下乗合事件が発生。

### 1171年
- エジプトのファーティマ朝が断絶。

### 1174年
- 平清盛が大輪田泊（神戸）に経が島（経ヶ島）を築く

### 1177年
- 白河天皇の側近達が鹿ケ谷の陰謀を企てるが失敗。